# Hemistola christinaria
Hemistola christinaria är en fjärilsart som beskrevs av Charles Oberthür 1916. Hemistola christinaria ingår i släktet Hemistola och familjen mätare. Inga underarter finns listade i Catalogue of Life.